# Nemophas subterrubens
Nemophas subterrubens es una especie de escarabajo longicornio del género Nemophas, subfamilia Lamiinae. Fue descrita científicamente por Heller en 1924.
Se distribuye por Filipinas. Posee una longitud corporal de 25-35 milímetros.